# Ammerswil
Ammerswil és un municipi del cantó d'Argòvia (Suïssa), situat al districte de Lenzburg. El 2023 tenia una població de 795 habitants.

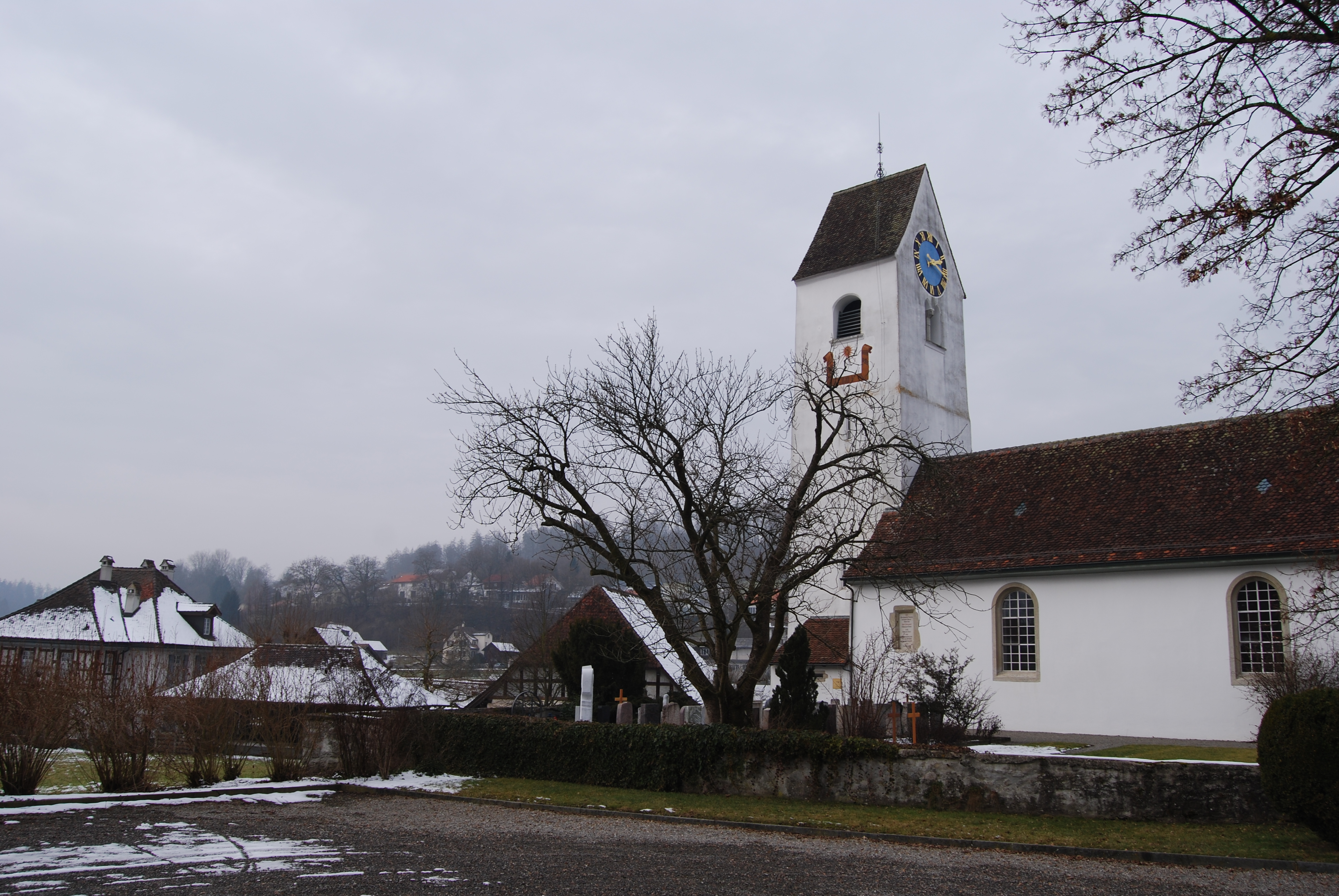
L'església al centre del poble